# Скъперникът (комедия)
Вижте пояснителната страница за други значения на Скъперникът.
„Скъперникът“ (на френски: L'Avare) e сатирична комедия в 5 действия от Молиер. Написана е през 1668 г. Играна е за първи път на сцената на Театър дю Пале Роял (Théâtre du Palais-Royal) в Париж на 9 септември 1668 г. Ролята на Арпагон играе самият Молиер. Издадена е през 1669 г. (ed J. Ribou, 1669).

## Действащи лица
- Арпагон – баща на Клеант и Елиза, влюбен в Мариана.
- Клеант – син на Арпагон, любим на Мариана.
- Елиза – дъщеря на Арпагон, любима на Валер.
- Валер – син на Анселм, любим на Елиза.
- Maриана – любима на Клеант.
- Анселм – баща на Валер и Мариана.
- Фрозина – брачна посредница.
- Симон – търговски посредник.
- Жак – готвач и кочияш на Арпагон.
- Лафлеш – слуга на Клеант.
- Клод – прислужница на Арпагон.

## Сюжет
Главният герой Арпагон е богат скъперник, който обича само своето богатство. За да не получи никой неговото богатство, той заравя парите си в градината зад дома си. Собствените си деца той държи във финансова нужда, а и е решил да ги задоми изгодно: за дъщеря си намира богатия старец мосю Анселм, за сина си – също богата и възрастна вдовица. За самия себе си той планира брак с младо момиче на име Мариана. Но жестоките планове на скъперника се провалят. Младите сами решава своите съдби и тези на своите любими.

## Издания на български език
- „Скъперникът“, Търново, изд. „Книжарница на Е. П. Христовъ“, 1898 г., превод М.Москов;
- „Скъперникът“, Варна, изд. „Коста Евстатиеъ“, 1906 г., Класическа библиотека № 4;
- „Скъперникът“, София, изд. „Живот“, 1917 г., превод Ст. Андрейчин;
- „Скъперникът“, София, изд. „Игнатов“ АД, 1940 г., Библиотека за всички № 50, превод Д.Симидов;
- в: сб.„Жан-Батист Молиер: Комедии“, София, изд. „Народна култура“, 1977 г., Библиотека Световна класика;

## Филмови адаптации
- 1980: Скъперникът игрален филм с Луи дьо Фюнес
- 2006: Скъперникът тв филм с Мишел Серо